# Arístides (escultor)
Arístides (en griego antiguo: Ἀριστείδης) fue un escultor de la antigua Grecia célebre por sus estatuas de carros de cuatro y dos caballos. Fue discípulo de Policleto el Joven, por lo que debió de florecer en torno al año 388 a. C. Tal vez fuera la misma persona que el Aristídes que realizó algunas mejoras en las metas del estadio de Olimpia.